# Дул (Польща)
Дул (пол. Dół, нім. Daulen) — село в Польщі, у гміні Ілава Ілавського повіту Вармінсько-Мазурського воєводства.
Населення — 82 особи (2011).
У 1975-1998 роках село належало до Ольштинського воєводства.

## Демографія
Демографічна структура станом на 31 березня 2011 року:
|          | Загалом | Допрацездатний вік | Працездатний вік | Постпрацездатний вік |
| -------- | ------- | ------------------ | ---------------- | -------------------- |
| Чоловіки | 46      | 10                 | 25               | 11                   |
| Жінки    | 36      | 5                  | 21               | 10                   |
| Разом    | 82      | 15                 | 46               | 21                   |